# Lemuel P. Padgett

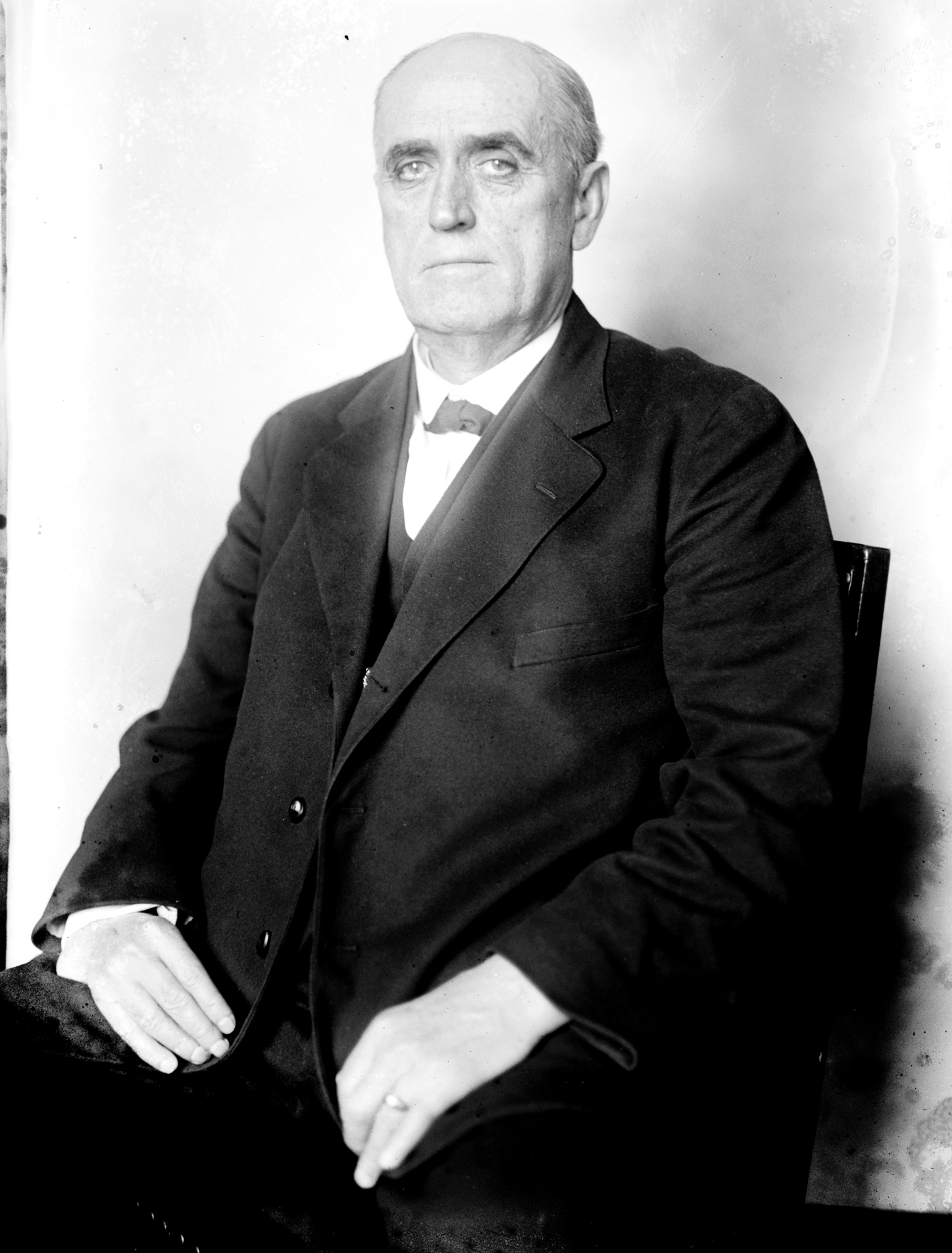
Lemuel P. Padgett

Lemuel Phillips Padgett (* 28. November 1855 in Columbia, Maury County, Tennessee; † 2. August 1922 in Washington, D.C.) war ein US-amerikanischer Politiker. Zwischen 1901 und 1922 vertrat er den Bundesstaat Tennessee im US-Repräsentantenhaus.

## Werdegang
Lemuel Padgett besuchte zunächst private Schulen in seiner Heimat. Im Jahr 1876 absolvierte er das Erskine College in Due West (South Carolina). Nach einem anschließenden Jurastudium und seiner im Jahr 1877 erfolgten Zulassung als Rechtsanwalt begann er in Columbia in seinem neuen Beruf zu arbeiten. Gleichzeitig schlug er als Mitglied der Demokratischen Partei eine politische Laufbahn ein. Zwischen 1899 und 1901 gehörte Padgett dem Senat von Tennessee an.
Bei den Kongresswahlen des Jahres 1900 wurde Padgett im siebten Wahlbezirk von Tennessee in das US-Repräsentantenhaus in Washington gewählt, wo er am 4. März 1901 die Nachfolge von Nicholas N. Cox antrat. Nach zehn Wiederwahlen konnte er bis zu seinem Tod am 2. August 1922 im Kongress verbleiben. In diese Zeit fiel der Erste Weltkrieg. Zwischen 1913 und 1920 wurden der 16., der 17., der 18. und der 19. Verfassungszusatz im Kongress verabschiedet. Von 1911 bis 1919 war Lemuel Padgett Vorsitzender des Marineausschusses.